# Christopher Grey-Wilson
Christopher Grey-Wilson ( 1944 ) es un botánico y horticultor inglés. Es también escritor independiente hortícola, y fotógrafo.
Durante muchos años, fue Oficial Científico Principal en el Real Jardín Botánico de Kew, trabajando como botánico de investigación, y como editor de la revista Curtis' Botanical Magazine.

## Algunas publicaciones

### Libros
- christopher grey-Wilson. 2011. Guide to the Flowers of Western China. Con Phillip Cribb. Edición ilustrada de Royal Botanic Gardens, Kew, 504 pp. ISBN 1842461699

- ---------------------------------------. 2009. The rock garden plant primer: easy, small plants for containers, patios, and the open garden. Edición ilustrada de Timber Press, 232 pp. ISBN 088192928X en línea

- ---------------------------------------. 2008. Flores silvestres del Mediterráneo. Con Marjorie Blamey. Tradujo Manuel Pijoan Rotger. Editor Encuentro Ediciones, 704 pp. ISBN 8428214506

- ---------------------------------------. 2004. Wild flowers of the Mediterranean. Domino guides. Con Marjorie Blamey, que ilustró. 2ª edición ilustrada, reimpresa de A & C Black, 560 pp. ISBN 0713670150

- ---------------------------------------. 2003. Cassell's wild flowers of Britain & Northern Europe. Con Marjorie Blamey. Ed. ilustrada de Cassell, 544 pp. ISBN 030436214X

- ---------------------------------------. 2002a. Clematis. Ed. ilustrada de Batsford, 219 pp. ISBN	0713487267

- ---------------------------------------. 2002b. Cyclamen. Ed. ilustrada de Batsford, 224 pp. ISBN 0713487607

- ---------------------------------------. 2001. Mediterranean wild flowers.Con Marjorie Blamey. Ilustraron Christopher Grey-Wilson, Marjorie Blamey. Ed. ilustrada, reimpresa de Collins, 560 pp. ISBN 000710622X

- ---------------------------------------. 1995. Alpine flowers of Britain and Europe. Collins pocket guide. Con Marjorie Blamey. 2ª ed. ilustrada de HarperCollins, 240 pp. ISBN 0002200171

- ---------------------------------------. 1993. Poppies: a guide to the poppy family in the wild and in cultivation. Ed. ilustrada de Batsford, 208 pp. ISBN 071346934X

## Honores
- 1990: editor de Alpine Garden Society

Miembro de
- Sociedad Linneana de Londres
- varios comités de la Royal Horticultural Society, que le otorgó la medalla de oro conmemorativa Veitch

### Epónimos
- Caryophyllaceae Silene greywilsonii Rajbh. & Mits.Suzuki -- J. Jap. Bot. 82(5): 278 (-280; figs. 5-6). 2007
- La abreviatura «Grey-Wilson» se emplea para indicar a Christopher Grey-Wilson como autoridad en la descripción y clasificación científica de los vegetales.[2]